# Elymus nodosus
Elymus nodosus är en gräsart som först beskrevs av Sergej Arsenjevitj Nevskij, och fick sitt nu gällande namn av Aleksandre Melderis. Elymus nodosus ingår i släktet elmar, och familjen gräs.

## Underarter
Arten delas in i följande underarter:
- E. n. caespitosus
- E. n. corsicus
- E. n. dorudicus
- E. n. sinuatus